# Chojno (powiat lipnowski)
Chojno – wieś w Polsce położona w województwie kujawsko-pomorskim, w powiecie lipnowskim, w gminie Chrostkowo.

## Historia
Wieś nabył w 1730 r. Franciszek Pląskowski od Tomasza Rutkowskiego za cenę 35 tysięcy tymfów. Po jego śmierci wieś przejął jego syn Olbracht. Przed 1789 rokiem właścicielkami dóbr były córki Olbrachta, Dioniza Julianna Morzycka i Kandyda Besiekierska (zm. 1842). Następnie nabył je kanonik chełmiński Ksawery Pląskowski. W 1807 roku sprzedał wieś Ludwikowi Borzewskiemu.
W latach 1975–1998 miejscowość należała administracyjnie do województwa włocławskiego.

## Demografia
Według Narodowego Spisu Powszechnego (III 2011 r.) wieś liczyła 240 mieszkańców. Jest piątą co do wielkości miejscowością gminy Chrostkowo.